# Palhinhaea
Genre
Espèces de rang inférieur
Palhinhaea est un genre de plante vasculaire, appelé lycopode, de la sous-famille des Lycopodielloidées.

## Taxonomie

### Historique
Le genre Palhinhaea a été décrit pour la première fois en 1967 par les botanistes portugais João de Carvalho e Vasconcellos et José de Almeida Franco à l’occasion de la description de Palhinhaea cernua en tant qu'espèce type .
Autrefois, ce taxon regroupait certaines espèces précédemment placées dans le genre Lycopodium, conformément aux révisions morphologiques qui, au cours du 20ᵉ siècle, ont conduit à la fragmentation de cet important genre. Le nom Palhinhaea à, par la suite fait l’objet d’une controverse nomenclaturale avec le nom plus ancien Lepidotis. Mais en 2014, Werner Greuter et Antonio Troia ont proposé de conserver le nom Palhinhaea contre celui de Lepidotis . Proposition acceptée en 2016 par le Comité pour la nomenclature des plantes vasculaires . Aujourd’hui, la classification du Pteridophyte Phylogeny Group (PPG I, 2016) reconnaît Palhinhaea comme un genre valide au sein de la sous-famille des Lycopodielloidées .

### Étymologie
Le nom Palhinhaea est dédié au botaniste portugais Rui Teles Palhinha.

### Morphologie générale
Les espèces du genre Palhinhaea sont des lycopodes à tiges herbacées, souvent longues et grêles, présentant un port variable allant de rampant à semi-arborescent. Les tiges principales peuvent être traçantes ou ascendantes, enracinées à leurs nœuds, et portent des axes secondaires dressés ou arqués, souvent très ramifiés ,.
Les feuilles, ou microphylles, sont monomorphes et de petites dimensions (souvent 1 à 5 mm), linéaires à lancéolées, à marge entière et à l'apex aigu. Elles sont disposées en spirale le long des tiges et des rameaux, généralement ascendantes, et ne présentent pas d’imbrication marquée ,.
Les strobiles sont solitaires ou groupés, le plus souvent sessiles ou sur de courts pédoncules, terminaux, dressés ou pendants. Les sporophylles sont semblables aux feuilles végétatives mais légèrement modifiés, c’est à dire : souvent membraneux, avec un limbe plus étroit et une marge entière. Les sporanges sont réunis à l’aisselle de chaque sporophylle et sont partiellement enfermés par la base coalescente de celui-ci .
Les spores sont isosporées, généralement triletes, avec une ornementation allant du finement rugulé à presque lisse. Elles assurent la reproduction par un cycle haplodiplontique typique des Lycopodiaceae, avec un gamétophyte souterrain mycorhizien et non chlorophyllien .
Le genre est morphologiquement proche de Lycopodiella, mais s’en distingue par la combinaison suivante : rameaux souvent plus ramifiés, strobiles fréquemment pendants et sporophylles plus étroitement appliqués. La phylogénie moléculaire récente confirme ces différences, plaçant Palhinhaea dans un clade distinct au sein des Lycopodielloideae .

### Répartition et habitat

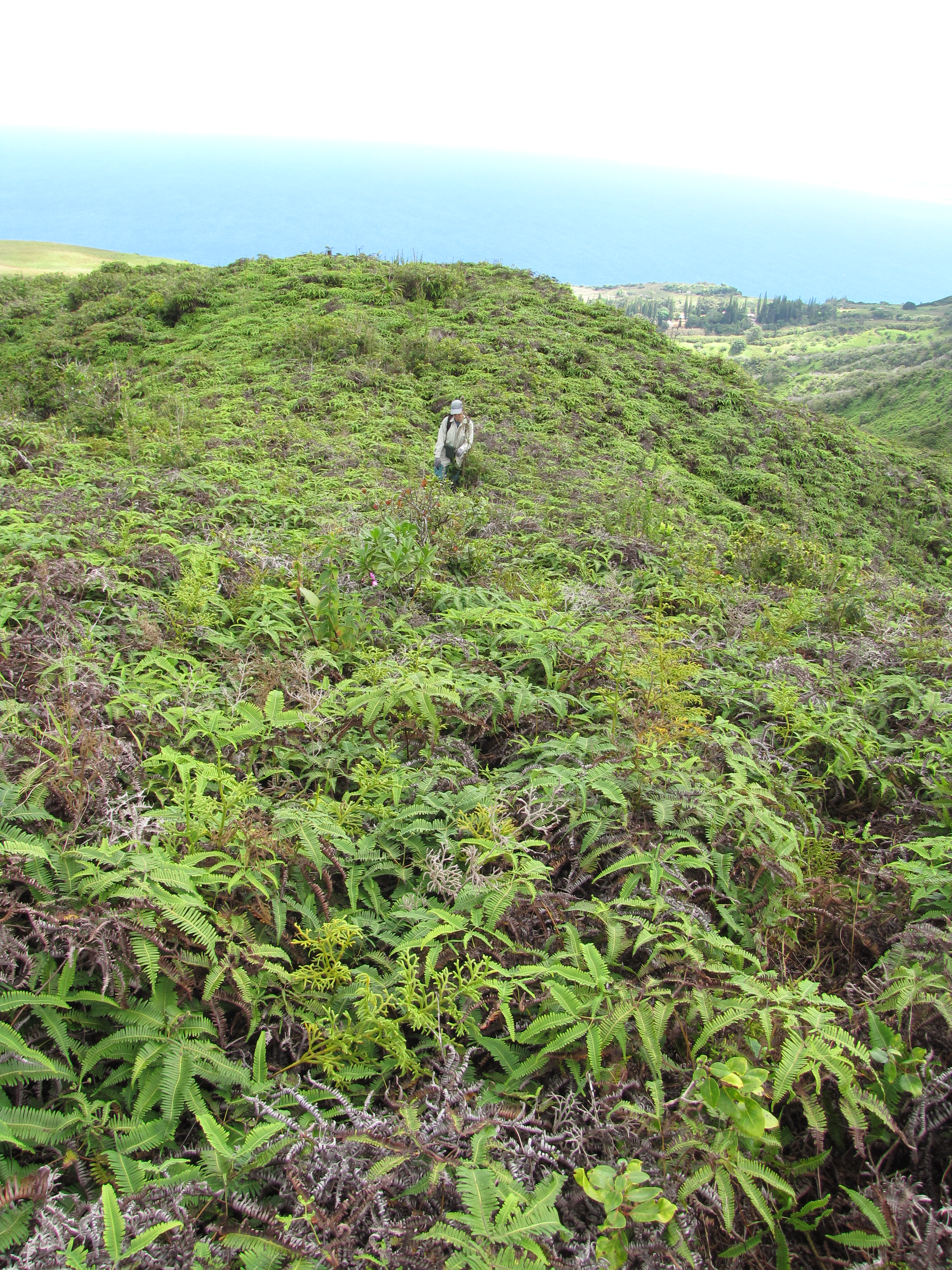
Exemple d’habitat de Palhinhaea.

Les lycopodes du genre Palhinhaea présente une distribution essentiellement pantropicale, avec une extension allant de certaines zones subtropicales aux zones tempérées chaudes. On les rencontre en Amérique centrale et du Sud, dans les Antilles, en Afrique tropicale et à Madagascar, en Asie du Sud et du Sud-Est, ainsi que dans plusieurs îles du Pacifique et en nord-est de l’Australie. À noté que l’espèce type, P. cernua, est particulièrement remarquable par son aire de répartition quasi pantropicale ,.
Les espèces de ce genre colonisent de préférence des milieux ouverts, humides à détrempés, souvent en situation perturbée : clairières, bords de chemins, fossés, berges, tourbières basses ou zones péri-forestières. Elles se développent généralement sur des sols pauvres à acides, qu’ils soient sableux ou tourbeux, et tolèrent des conditions a fort ensoleillement .
En altitude, la plupart des populations se situent du niveau de la mer jusqu’à environ 2000 m, avec une prédilection pour les zones de montagne tropicale où l’humidité atmosphérique reste élevée toute l’année . Certaines espèces, notamment au Brésil et dans les Andes, sont inféodées à des écosystèmes de haute altitude comme les páramos ou les Campos rupestres .

## Espèces
A ce jour, 26 espèces sont reconnues dans le genre Palhinhaea :
- Palhinhaea bradei (Nessel) Holub, 1991
- Palhinhaea brevibracteata (Alderw.) Holub, 1985
- Palhinhaea camporum (B.Øllg. & P.G.Windisch) Holub, 1991
- Palhinhaea cernua (type) (L.) Vasc. & Franco, 1967
- Palhinhaea cerrojefensis B.Øllg., 2016
- Palhinhaea crassifolia (Spring) Fraser-Jenk. & Kholia, 2021
- Palhinhaea curvata (Sw.) Holub, 1991
- Palhinhaea descendens (B.Øllg.) Holub, 1991
- Palhinhaea divaricata B.Øllg., 2014
- Palhinhaea eichleri (Fée) Holub, 1985
- Palhinhaea glaucescens (C.Presl) Holub, 1991
- Palhinhaea hainanensis C.Y.Yang, 1982
- Palhinhaea hydrophila (Alderw.)
- Palhinhaea lehmannii (Hieron.) Holub, 1991
- Palhinhaea lugubris B.Øllg., 2014
- Palhinhaea maniculata (B.Øllg.) B.Øllg., 2012
- Palhinhaea pendulina (Hook.) Holub, 1985
- Palhinhaea pseudocurvata B.Øllg., 2014
- Palhinhaea pungens (Alderw.) Holub, 1991
- Palhinhaea raiateensis (J.W.Moore)
- Palhinhaea reflexifolia B.Øllg., 2014
- Palhinhaea riofrioi (Sodiro) Holub, 1991
- Palhinhaea steyermarkii (B.Øllg.) Holub, 1991
- Palhinhaea tomentosa (Alderw.) Holub, 1985
- Palhinhaea torta (Sieber ex Underw. & F.E.Lloyd) Christenh., 2009
- Palhinhaea trianae (Hieron.) Holub, 1985